# رالف ويندل بورهو
رالف ويندل بورهو (21 مايو أو 21 يونيو 1911-8 مايو 1997) كان مترجمًا رائدًا في القرن العشرين بتركيزه لأهمية الدين لعالم علمي وتكنولوجي. حصل على جائزة تمبلتون عام 1980.